# サッカロミケス属
サッカロミケス属（Saccharomyces）は、菌類の一種であり、酵母の多くの種類を含む。「サッカロミケス」とは、ギリシア語の「σάκχαρ（砂糖）」と「μύκης（きのこ）」の合成語である。この属の多くの種が食品製造で非常に重要だと考えられている。例えば、出芽酵母Saccharomyces cerevisiaeはワイン、パン、ビール等を製造するのに不可欠である。またSaccharomyces bayanusはワインを、Saccharomyces boulardiiは医薬品を作るのに用いられる。

## 形態
サッカロミケス属のコロニーは急速に成長し、3日間で成熟する。平たく滑らかで湿っており、クリーム色から黄褐色をしている。硝酸を利用する能力は持たず、様々な炭水化物を発酵させる能力を持つのがサッカロミケス属の大きな特徴である。

### 細胞の形態
細胞からは出芽が観測される。単細胞で球形または伸びた回転楕円体をしている。擬菌糸は持たないか、持っていても未発達である。菌糸はない。
サッカロミケス属は、特にV-8培地やGorodkowa培地で育てると子嚢胞子を作る。子嚢胞子は球形で子嚢の中に入っている。子嚢は1つ当たり1個から4個の子嚢胞子を含み、成熟してもその壁が破れて胞子を放出することはない。グラム染色で子嚢胞子を染色するとグラム陰性を示すが、栄養細胞はグラム陽性を示す。

## 歴史
ビールの中に酵母が存在することは1680年頃から示唆されていたが、この属がサッカロミケスと命名されたのは1837年になってからである。醸造における酵母の重要性が認識されるようになったのは、1876年にルイ・パスツールが発酵に生命体が関与していることを示し、1888年にエミール・ハンセンがビール酵母を分離し、醸造における酵母の重要性を主張し始めてからである。酵母の形態と純化の研究に顕微鏡を用いるようになったのは、その機能を理解する上で極めて重要なことであった。

## 醸造への利用

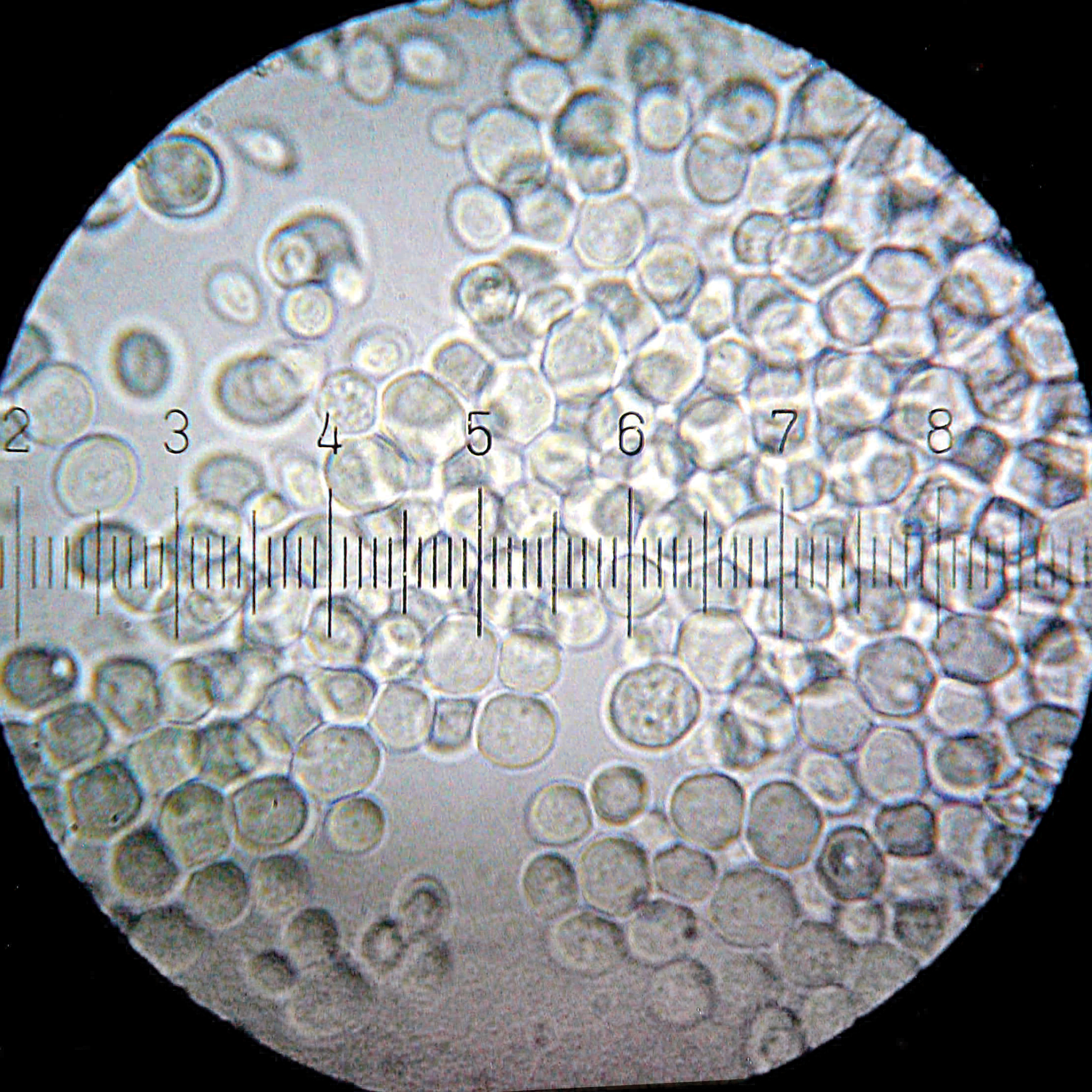
S. cerevisiae - ビールやパンの製造に使われる酵母。1目盛りは11μm離れている。

ビール酵母は倍数性で、サッカロミケス属の種である。株は、エール株（通常エールとスタウトに用いられるS. cerevisiae）とラガー株（Saccharomyces pastorianus）の2つのグループに分かれる。ラガー株はS. cerevisiaeとS. bayanus（ワイン株）の掛け合わせであり、下面発酵を行う。対照的に、エール株は上面発酵を行う。2つの株は温度への感受性、糖類の輸送と利用等多くの面で異なった性質を持つが、S. pastorianusとS. cerevisiaeは、サッカロマイセス属の中でも近い関係にある。
サッカロミケス属の酵母は、ケフィア、ジンジャービア等を製造する際にも用いられる。

## 被害
サッカロミケス属は、人間に影響を与える事がある。
食品保存
メープルシロップ、濃縮果汁、調味料等、糖分の多い食物の傷みの原因となる。
健康
S. cerevisiaeに長期間晒されると、過敏性肺炎になる事がある。